# Slave Lake

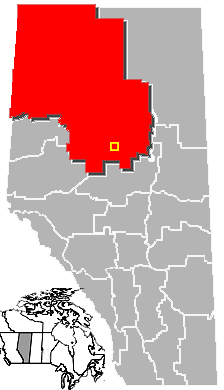
Localização de Slave Lake em Alberta.

Slave Lake é um município canadense localizado na província de Alberta. Sua população em 2001 era de 6.600 habitantes.